# Nanà Supergirl/Pollon, Pollon combinaguai
Nanà Supergirl/Pollon, Pollon combinaguai  è il dodicesimo singolo della cantante italiana Cristina D'Avena, pubblicato nel 1984. 

## I brani
Nanà Supergirl è una canzone scritta da Alessandra Valeri Manera su musica e arrangiamento di Piero Cassano ed è la sigla italiana dell'anime omonimo.
Pollon, Pollon combinaguai è una canzone scritta da Alessandra Valeri Manera e Vladimiro Albera, su musica e arrangiamento di Piero Cassano ed è la sigla italiana dell'anime C'era una volta... Pollon.
Entrambe le canzoni sono state nuovamente incise nel 2017 come seconda e prima traccia dell'album Duets - Tutti cantano Cristina, in una nuova versione nuovamente arrangiate, cantate in duetto rispettivamente con Giusy Ferreri e J-Ax.

## Tracce
- FM 13063

Lato A
Testi di Alessandra Valeri Manera, musiche di Piero Cassano; edizioni musicali Canale 5 Music.
1. Cristina D'Avena – Nanà Supergirl – 3:30

Lato B
Testi di Alessandra Valeri Manera e Vladimiro Albera, musiche di Piero Cassano; edizioni musicali Canale 5 Music.
1. Cristina D'Avena – Pollon, Pollon combinaguai – 3:00

## Produzione
- Alessandra Valeri Manera – Produzione artistica e discografica
- Direzione Creativa e Coordinamento Immagine Mediaset – Grafica

## Produzione musicale e formazione

### Pollon, Pollon combinaguai
- Piero Cassano – tastiera, programmazione, cori, produzione, arrangiamento
- Stefano Gaibotti – chitarra
- Julius Farmer – basso
- Roberto Marras – batteria e cori
- Esaù Remor – Registrazione e mixaggio a Il Capannone Studio, Milano

### Nanà Supergirl
- Piero Cassano – tastiera, programmazione, cori, produzione, arrangiamento
- Stefano Gaibotti – chitarra
- Julius Farmer – basso
- Roberto Marras – batteria e cori
- Esaù Remor – Registrazione e mixaggio a Il Capannone Studio, Milano
- Paola Orlandi – cori

### Pollon, Pollon combinaguai (2017)
- Roofio – produzione e registrazione al Karmadillo Studio, Paderno Dugnano (MI)
- Marco Zangirolami – produzione addizionale, mixaggio, registrazione voce Cristina e mastering al Noize Studio, Milano
- ???? – registrazione voce J-Ax al Newtopia Studios, Milano

### Nanà Supergirl (2017)
- Davide Tagliapietra – chitarre, programmazione, produzione, arrangiamento e registrazione a ilBunker, Milano
- Will Medini – tastiere, piano, programmazione, arrangiamento archi
- Gabriele Cannarozzo – basso
- Phil Mer – batteria
- Marco Barusso – Mixaggio al BRX Studio, Milano
- Dario Valentini – Assistente di studio
- Alessandro "Gengy" Di Guglielmo – Mastering a Elettroformati, Milano

## Pubblicazioni all'interno di album e raccolte
Nanà Supergirl e Pollon, Pollon combinaguai sono state inserite all'interno di numerose raccolte dell'artista
| Anno | Album                                                                           | Titolo                     | Versione                                  |
| ---- | ------------------------------------------------------------------------------- | -------------------------- | ----------------------------------------- |
| 1984 | Fivelandia 2                                                                    | Nanà Supergirl             | Versione originale                        |
| 1984 | Fivelandia 2                                                                    | Pollon, Pollon combinaguai | Versione originale                        |
| 1987 | Cristina D'Avena con i tuoi amici in TV                                         | Nanà Supergirl             | Versione originale                        |
| 1987 | Fivelandia Collection                                                           | Nanà Supergirl             | Versione originale                        |
| 1987 | Fivelandia Collection                                                           | Pollon, Pollon combinaguai | Versione originale                        |
| 1991 | Bim Bum Bam - Volume 1                                                          | Nanà Supergirl             | Versione originale                        |
| 1991 | Bim Bum Bam - Volume 1                                                          | Pollon, Pollon combinaguai | Versione originale                        |
| 1992 | Le più belle canzoni di Cristina D'Avena - Volume 2                             | Nanà Supergirl             | Versione originale                        |
| 1992 | Le più belle canzoni di Cristina D'Avena - Volume 2                             | Pollon, Pollon combinaguai | Versione originale                        |
| 1997 | L'amore è magia                                                                 | Nanà Supergirl             | Versione originale                        |
| 2002 | Le canzoni più belle                                                            | Pollon, Pollon combinaguai | Versione originale                        |
| 2002 | Greatest Hits                                                                   | Nanà Supergirl             | Versione originale                        |
| 2002 | Greatest Hits                                                                   | Pollon, Pollon combinaguai | Versione originale                        |
| 2002 | Greatest Hits - Vol. 1                                                          | Nanà Supergirl             | Versione originale                        |
| 2002 | Greatest Hits - Vol. 1                                                          | Pollon, Pollon combinaguai | Versione originale                        |
| 2004 | Cartoon Story                                                                   | Nanà Supergirl             | Versione originale                        |
| 2004 | Cartoon Story                                                                   | Pollon, Pollon combinaguai | Versione originale                        |
| 2006 | Fivelandia 1 & 2                                                                | Nanà Supergirl             | Versione originale                        |
| 2006 | Fivelandia 1 & 2                                                                | Pollon, Pollon combinaguai | Versione originale                        |
| 2006 | Fivelandia 2                                                                    | Nanà Supergirl             | Versione originale                        |
| 2006 | Fivelandia 2                                                                    | Pollon, Pollon combinaguai | Versione originale                        |
| 2009 | Cartoonlandia - Basi musicali                                                   | Pollon, Pollon combinaguai | Base musicale con coro                    |
| 2009 | Cristina for You                                                                | Pollon, Pollon combinaguai | Versione originale                        |
| 2011 | Cristina for You                                                                | Pollon, Pollon combinaguai | Versione originale                        |
| 2011 | Cristina D'Avena e le Supergirls                                                | Nanà Supergirl             | Versione originale                        |
| 2011 | Il meglio di Cristina D'Avena                                                   | Nanà Supergirl             | Versione originale                        |
| 2011 | Il meglio di Cristina D'Avena                                                   | Pollon, Pollon combinaguai | Versione originale                        |
| 2012 | Bim Bum Bam Compilation                                                         | Nanà Supergirl             | Versione originale                        |
| 2012 | Bim Bum Bam Compilation                                                         | Pollon, Pollon combinaguai | Versione originale                        |
| 2012 | 30 e poi... - Parte prima                                                       | Nanà Supergirl             | Versione originale                        |
| 2012 | 30 e poi... - Parte prima                                                       | Pollon, Pollon combinaguai | Versione originale                        |
| 2016 | #le sigle più belle                                                             | Pollon, Pollon combinaguai | Versione originale                        |
| 2017 | I grandi classici - Le sigle storiche dei cartoni di Canale 5, Italia 1, Rete 4 | Nanà Supergirl             | Versione originale                        |
| 2017 | I grandi classici - Le sigle storiche dei cartoni di Canale 5, Italia 1, Rete 4 | Pollon, Pollon combinaguai | Versione originale                        |
| 2017 | Fantastiche avventure                                                           | Nanà Supergirl             | Versione originale                        |
| 2017 | Duets - Tutti cantano Cristina                                                  | Nanà Supergirl             | Versione 2017 in duetto con Giusy Ferreri |
| 2017 | Duets - Tutti cantano Cristina                                                  | Pollon, Pollon combinaguai | Versione 2017 in duetto con J-Ax          |
| 2018 | #le sigle più belle                                                             | Pollon, Pollon combinaguai | Versione originale                        |
| 2018 | Le più belle sigle TV di Bim Bum Bam                                            | Nanà Supergirl             | Versione originale                        |
| 2018 | Le più belle sigle TV di Bim Bum Bam                                            | Pollon, Pollon combinaguai | Versione originale                        |
| 2018 | Fivelandia Reloaded - Volume 2                                                  | Nanà Supergirl             | Versione originale                        |
| 2018 | Fivelandia Reloaded - Volume 2                                                  | Pollon, Pollon combinaguai | Versione originale                        |